# Walther Flemming
Walther Flemming (n. 21 aprilie 1843, Schwerin, Germania – d. 4 august 1905, Kiel, Reich-ul German) a fost un biolog german și fondatorul citogeneticii. S-a născut în Sachsenberg (acum parte din Elveția), al cincilea copil și singurul fiu al psihiatrului Carl Friedrich Flemming (1799–1880) și al soției sale, Auguste Winter. A terminat Gymnasium der Residenzstadt, de unde îl va avea ca prieten pentru tot restul vieții pe scriitorul Heinrich Seidel.